# 中谷洋一
中谷 洋一（なかたに よういち）は、日本の特許庁技官・弁理士。元特許庁審判部第31部門長・審査第2/第3部長。元日本特許情報機構役員。元みらい知的財産技術研究所取締役副社長。瑞宝中綬章受章。
専門は、特許法・特許情報、知的財産情報システム・機械工学。

## 略歴
1966年大阪工業大学工学部機械工学科卒業。同年、通商産業省（現：経済産業省）特許庁入庁。審査官、総務部特許情報管理課長、審判部第31部門長、審査第2/第3部長などを歴任。1995年特許庁退官。
退官後は、みらい知的財産技術研究所取締役副社長なども務め、特許情報・知的財産情報システムの普及・推進を行った。2012年瑞宝中綬章受章。